# نورد مقاطع تیتانیوم
نَوَرد مقاطع (به انگلیسی: Caliber Rolling) یک فرایند شکل‌دهی فلز است که قطعه فلزی از میان یک جفت غلتک برای خم شدن یا تغییر شکل به پروفیل دلخواه با سطح مقطع ثابت عبور داده می‌شود. شکل‌های ساختمانی که توسط این فرایند تولید می‌شوند شامل پروفیل I شکل، U شکل، T شکل و H شکل هستند. پروفیل‌های گرد و مربعی توخالی، میلگردها و ریل‌های خط راه‌آهن نیز توسط فرایند نورد مقاطع تولید می‌شوند. فرایند نورد مقاطع از نورد تخت پیچیده‌تر است. با این حال بیشتر اصولی که در فرایند نورد تخت مورد توجه قرار می‌گیرد در این فرایند نیز باید رعایت شود.

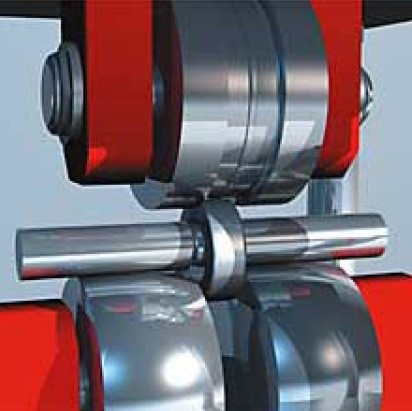
نورد میلگرد

در ادامه، تکامل میکروساختاری و خواص مکانیکی تیتانیوم خالص تجاری بعد از فرایند اکستروژن در کانال زاویه دار (ECAP) و فرایند نورد مقاطع گرم (WCR) به‌طور خلاصه مورد بررسی قرار می‌گیرد. فرایند ECAP برای بالابردن سختی و استحکام نمونه از طریق کاهش سایز دانه و تشکیل میکروساختارِ UFG بر آن اعمال می‌شود. فرایند WCR اعمال می‌شود تا سطح مقطع نمونه‌های ECAP شده را کاهش و داکتلیتهٔ آن‌ها را افزایش دهد. نتایج نشان می‌دهد که WCR نرخ کارسختی را از طریق افزایش اندازهٔ دانه کاهش می‌دهد و همچنین چکش خواری و کارپذیری را افزایش می‌دهد، این در حالی است که استحکام تسلیم و استحکام کششی نهایی را کاهش می‌دهد.

## مقدمه
آلیاژهای تیتانیم به دلیل دارا بودن ترکیب مناسبی از مقاومت در برابر خوردگی و ویژگی‌های مکانیکی، کاندیداهای مناسبی برای سلامت و درمان‌های پزشکی به‌شمار می‌روند. به دلیل ماهیت سمی که بسیاری از عناصر پایدارکننده در آلیاژ سازی همانند آلومینیم و وانادیم در آلیاژهای دیگر تیتانیوم از خود بروز می‌دهند، تیتانیوم خالص تجاری برای این کاربردها توجه شایانی را به خود جلب کرده‌است. با این حال، ویژگی‌های مکانیکی تیتانیوم خالص تجاری به اندازهٔ آلیاژهای تیتانیوم که این مواد سمی را دارا هستند، زیاد نیست. محققین، فرایندهای مختلف را مورد بررسی قرار می‌دهند تا استحکام تیتانیوم را بدون آلیاژ کردن آن با عناصر ناسازگار، افزایش دهند. یکی از فرایندهای موفق اعمال شده، قفل کردن نابجایی‌ها بوسیلهٔ مرزدانه‌ها با جوانه‌زنی دوباره از طریق تغییر شکل پلاستیک شدید(SPD) است. از میان بسیاری از فلزات دیگر، تیتانیوم خالص تجاری به دلیل خواص مکانیکی استثنایی و میکروساختارهای بسیار ریز و نانویی از روش‌های SPD تهیه می‌شود. فرایند ECAP، در میان معمول‌ترین روش‌های SPD است که از دو کانال متقاطع با سطح مقطع یکسان تشکیل شده‌است. تحقیقات اخیر، تأثیر اندازهٔ نمونه را در فرایند اصلاح ساختار در ECAP بیان می‌کند.
هوریتا (Horita) فرایند ECAP را روی نمونه‌هایی با اندازه‌های متفاوت اعمال کرده‌است و بیان کرده که خواص مکانیکی، مستقل از اندازهٔ نمونه است. محققین دیگر، فرایند SPD را روی نمونه‌های دیگر در مقیاس بزرگ صنعتی اعمال کرده‌اند بالعکس، در بسیاری از کاربردهای پزشکی، وجود اندازه‌های کوچک اهمیت دارد و کوچک کردن مقیاس لازم است. در فرایند ECAP کاهش قطر نمونه، سبب کاهش کار برآیند تغییر شکل و کار اصطکاک می‌شود.
از آنجایی که کار برآیند، تابعی از مساحت و مجذور شعاع (r2) است، با شیب تند تری نسبت به کار اصطکاک که تابعی از شعاع (r) است، کاهش می‌یابد. در نتیجه کاهش در اندازهٔ نمونه منجر به افزایش چشمگیر سهم نیروی اصطکاک نسبت به برآیند نیروها می‌شود. افزایش سهم نیروی اصطکاک، منجر به کاهش کرنش یکنواخت می‌شود و فرایند ECAP را برای نمونه‌های با قطر کوچک، سخت می‌کند. با این حال مواد UFG با قطر کم را می‌توان از فرایند مضاعف میله‌های ECAP شده بوسیلهٔ روش‌های تغییر شکل مختلف بدست آورد. گسترش نانو ساختار تیتانیوم خالص تجاری برای کاربردهای پزشکی، بوسیلهٔ ترکیب کردن ECAP و سپس یک فرایند شکل‌دهی همچون اکستروژن، نورد سرد و نورد گرم، قبلاً انجام شده‌است. برای مثال، اگر چرخهٔ نورد سرد تخت را بر تیتانیوم خالص تجاری ECAP شده اعمال کرد دیده می‌شود که نورد سرد مجدد، استحکام را افزایش داده در حالی که %El یکنواخت به‌طور چشمگیری کاهش می‌یابد.
برای حفظ کردن سطح مقطع مدور مواد ECAP شده بعد از فرایند، نورد مقاطع می‌تواند به عنوان یک فرایند تغییر شکل پس از ECAP مطرح شود. در نورد مقاطع، سطح مقطع یک شمش، طی چند مرحله، کاهش می‌یابد. گزارش شده‌است که فرایند نورد مقاطع گرم کنترل شده نیز به تنهایی و بدون فرایند SPD قبلی، می‌تواند منجر به جوانه زنی شود. کرالیکس (Krallics)، فرایند نورد مقاطع را در دمای C 450̊ روی تیتانیوم خالص تجاری اعمال کرد و ساختار UFG با استحکام بالا (بیش از دو برابر حالت اولیه) و داکتیلیته اندکی کمتر بدست آورد. جوانه زنی مشابه پس از اعمال WCR بر روی Ti-6Al-4V در مقیاس بزرگ صنعتی گزارش شده‌است. در تحقیق کنونی، کاهش مجدد سطح مقطع نمونه‌های ECAP شده بوسیلهٔ WCR و تأثیر آن بر میکروساختار و خواص مکانیکی تیتانیوم خالص تجاری ECAP شده مورد بررسی قرار گرفته‌است.

## روش آزمایش
استوانه‌های تیتانیوم خالص تجاری درجهٔ ۲ با طول ۱۰۰ میلی‌متر و قطر ۱۰ میلی‌متر به عنوان مادهٔ اولیه برای ECAP استفاده شده‌اند. مواد مورد آزمایش دارای استحکام تسلیم ۳۰۸ مگاپاسکال، استحکام کششی نهایی ۴۵۰ مگاپاسکال و %El در شکست ۲۲ درصد بودند. فرایند ECAP با استفاده از یک قالب با زاویهٔ کانال درونی ۹۰ درجه و سرعت ۱۰ میلی‌متر بر دقیقه انجام شد. دو قسمت کانال با زاویهٔ انحنای قوسی خارجی ۶۰ درجه باهم تقاطع داشته‌اند. دو نوع شمش با یک باس و چهار پاس از مجرای BC در فرایند ECAP در ۳۵۰ درجه سانتی‌گراد تهیه شدند (دوران ۹۰ درجهٔ ساعتگرد مابین هر بار عبور). در مقایسه با کانال‌های مختلف ECAP, BC بهترین دانه‌های هم محور را به وجود آورد و بهترین کیفیت سطح را می‌دهد. برای روانکاری در دماهای بالا، از مولیبدن سولفید (MoS2¬) استفاده شد. غلطک‌هایی به قطر ۱۰۰ میلی‌متر با ۱۰ حفره آماده شدند تا قطر میله‌های ECAP شده را تا ۵۰ درصد کاهش دهند. نورد مقاطع گرم در دمای ۷۵۰ درجه سانتی‌گراد و در یک شرایط غیر همدما اجرا شد. برای بررسی اثر نورد مقاطع گرم بر میکروساختار و خواص مکانیکی شمش‌های ECAP شده، ۶ نمونه انتخاب شدند.
میکروساختار سطح مقطع‌های عرضی میله‌های تهیه شده با میکروسکوپ نوری بررسی شدند. برای آشکار کردن ویژگی‌های میکروساختاری، نمونه‌ها آماده و پولیش شدند و سپس با شناساگر کرول، اچ شدند. میکرو سختی ویکرز در سرتاسر سطح مقطع‌های دایره‌ای اندازه‌گیری شد. برای هر داده، سه بار اندازه‌گیری انجام شد. تستهای کشش توسط یک ماشین STM-150 در دمای محیط و با نرخ کرنش 10-3s-۱ انجام شدند. سطوح شکستگی به دلیل انجام تستهای کشش با میکروسکوپ الکترونی (SEM) بررسی شدند.

## نتایج و بحث

### ریز ساختار
می‌توان مشاهده کرد که در دماهای پایین، دو رسوب Ti2N وTi2Fe پایدار هستند. اگرچه، در حد آن جزهای حجمی کوچک، تشخیص حضور آن‌ها با میکروسکوپ نوری سخت است. در ۵۰۰ درجهٔ سانتی گراد، آرایش bcc بتا شروع می‌شود و به تنها فاز پایدار در بیشتر از ۱۰۰۰ درجهٔ سانتی گراد تبدیل می‌شود. قابل توجه است که این محاسبات، حالت‌های تعادل را برای نرخ گرم کردن و سرد کردن بسیار آرام نشان می‌دهد. در ECAP و دمای ۳۵۰ درجه سانتی‌گراد تیتانیوم خالص تجاری تنها از فاز α تشکیل شده‌است در حالی که در دماهای بالاتر WCR، شامل دو فاز پایدار α و β است. هرچند نرخ خنک سازی حین و بعد چرخه‌های WCR، هرگز به ۱۵ درجه سانتی‌گراد بر ثانیه نمی‌رسد، برای همین هیچ باقی مانده‌ای از فازβ مورد انتظار نیست. با توجه به دگرگونی پایدار فازها با افزایش فشار در دمای مورد مطالعهٔ ECAP می‌توان نشان داد که پایداری فاز α در فشارهای بسیار بالا (۱۰۰ گیگا پاسکال) به سرعت نزول می‌کند. اگرچه در فرایند مطالعه شده، فشار هرگز از ۱۰۰۰ مگاپاسکال تجاوز نمی‌کند و پایداری فازها با فشار تغییر نمی‌کند.
تصویر نمونهٔ اولیه در زیر میکروسکوپ نشان دهندهٔ ذرات ضخیم و کشیده شده‌است. میانگین اندازهٔ ذرات در نمونهٔ اولیه برابر ۱۸ میکرون است. میکروساختار نمونه ای که یک بار از ECAP عبور کرده، متشکل ازذرات کوچکتر و هم محورتر است. بازیابی تیتانیوم خالص تجاری از ۷۵۰ درجهٔ سانتی گراد آغاز می‌شود و تبلور در دمای بالاتر از ۹۰۰ درجهٔ سانتی گراد رخ می‌دهد. در نتیجه، به علت تفاوت زیاد بین دمای ECAP و دماهای کارنرمی، افزایش قابل ملاحظه ای در چگالی نابجایی و کارسختی مورد انتظار است. در غیاب سیستم‌های لغزشی در ساختار هگزاگونال به شدت ناهمسانگرد تیتانیوم، فعالیت شدید مکانیزم دوقلویی شدن لازم است تا کرنش‌های شدید ECAP را ایجاد کند. شکل گرفتن نوارهای دوقلویی ورقه‌ای درون دانه‌های درشت و طویل در حین فرایند ECAP روی تیتانیوم خالص تجاری در دمای اتاق، از قبل گزارش شده‌است. مکانیزم تغییر شکل غالب، در دماهای بالا از دوقلویی شدن به نابجایی لغزشی تغییر پیدا می‌کند. افزایش تعداد پاس‌های ECAP تا چهار عدد، باعث به وجود آمدن ساختارهای همگن تر با دانه بندی‌های ریزتر همراه با تشکیل ترک‌های سطحی می‌شود.
میانگین اندازه دانه نمونه، پس از چهار پاس ECAP، کمتر از یک میکرون می‌شود. میکروسکوپ الکترون عبوری از همان نمونه، ذرات ۰٫۲ نانومتر را در سرتاسر میکروساختار آشکار می‌سازد. گسترش چنین میکروساختار ناهمگنی با ترکیبی از مرزدانه‌هایی با زاویه بزرگ و کوچک از قبل گزارش شده بود. در حین پاس‌های متوالی ECAP، تجمع کرنش و جوانه زنی، استحکام ماده را افزایش می‌دهد.
نتایج حاصل از تصاویر میکروسکوپ نشان می‌دهند که WCR، به‌طور چشمگیر و ناگهانی، اندازه دانه ماده اولیه و مادهٔ ECAP شده را افزایش می‌دهند. در نمونهٔ WCR شده که فرایند ECAP روی آن اعمال نشده، مرزهای دوقلویی مشهود هستند. گفته شده‌است که دوقولویی شدن به شدت به اندازهٔ دانه وابسته است. هرچه اندازهٔ دانه بزرگتر باشد، احتمال دوقلویی شدن نیز بیشتر است. به این دلیل است که فعالیت دوقلویی شدن در نمونهٔ WCR شده‌ای که قبل از آن ECAP شده به شدت کمتر است. نمونهٔ WCR شده، پس از چهار پاسECAP نسبت به نمونهٔ WCR شده پس از یک پاس ECAP میکروساختارهمگن تر و دانه بندی ریز تری را گسترش داده‌است. گزارش شده‌است که هرچه کاهش نورد مادهٔ ECAP شده افزایش یابد، ریزدانه‌ها متمایل می‌شوند که در قسمت طولی کشیده شوند و مرزدانه‌هایی با زاویه زیاد را پدیدآورند. در خصوص تکامل بافت در حین WCR، می‌دانیم که ناهمسانگردی بالای ساختار هگزاگونال تیتانیوم، منجر به ایجاد یک جهت‌گیری ترجیهی با صفحهٔ قاعده موازی با جهت نورد می‌شود.

### خواص مکانیکی
پس از اندازه‌گیری سختی نمونه‌ها دیده می‌شود هیچ غیریکنواختی چشمگیری مابین سطح مقطع نمونه‌ها وجود ندارد و تغییر شکل یکنواخت منجر به خواص یکنواخت شده‌است. با این حال به دلیل کرنش موضعی، نمونه‌های ECAP شده، گرادیان ناهمواری نسبتاً بیشتری از خود نشان می‌دهند. گزارش‌های اخیر نشان می‌دهند که در رابطه با تیتانیوم خالص تجاری، با افزایش تعداد پاسها، سختی افزایش پیدا می‌کند. در تحقیق فعلی، استفاده از ECAP با سرعت ۱۰ میلی‌متر بر دقیقه، سختی ابتدایی را از 236HV برای مادهٔ اولیه به 264HV بعد از یک پاس ECAP می‌رساند که با یافته‌های قبلی سازگار است. سختی مبنا برای نمونهٔ اولیه، 236HV است. بیشترین مقدار سختی، برای نمونهٔ ECAP شده با چهار پاس ثبت شده‌است (با افزایش ۴۱ درصدی به 335HV رسید). افزایش سختی مشابه برای تیتانیوم خالص تجاری بعد از چهار پاس ECAP در دمای اتاق با رسیدن به اندازهٔ ذرات 150nm ثبت شده‌است. WCR، سختی نمونهٔ ECAP شده با یک پاس را اندکی افزایش داد (۷ درصد) در حالی که سختی نمونهٔ ECAP شده با چهار پاس را کاهش داد (۱۱ درصد). نمونهٔ ECAP شده با چهار پاس، انرژی ذخیره شده (چگالی نابجایی) بیشتری نسبت به نمونهٔ ECAP شده با یک پاس دارد؛ بنابراین در حین تغییر شکل گرم، جوانه زنی و رشد دانه‌های نرم با سرعت بیشتری رخ می‌دهد و مادهٔ نهایی نرم تری می‌تواند مورد انتظار باشد. با توجه به نتایج حاصل از نمودار تنش-کرنش، همان‌طور که مورد انتظار بود، چرخه‌های ECAP، استحکام و نرخ کارسختی را افزایش و داکتیلیته را نسبت به مادهٔ اولیه کاهش داده‌است (بیشترین استحکام ثبت شده مربوط به نمونهٔ ECAP شده با چهار پاس بود- ۳۷۸ مگاپاسکال).
WCR، استحکام تسلیم و UTS نمونه‌های ECAP شده را کاهش داده در حالی که استحکام مادهٔ اولیه را افزایش داده‌است. این رفتار با گزارش‌های قبلی که خواص مکانیکی تیتانیوم خالص تجاری نورد شده و ARB شده را باهم مقایسه کرده‌اند و فهمیده‌اند که اگرچه فرایند، استحکام را افزایش داده‌است، اما داکتیلیته را تا یک سوم مقدار اولیه تضعیف کرده، هم راستا است. با مقایسهٔ نمودارها، به وضوح مشاهده می‌شود که WCR، نرخ کارسختی را کاهش داده و کرنش UTS را به مقادیر بیشتر انتقال داده‌است. بهترین راه برای توصیف کاهش نرخ کارسختی، این حقیقت است که WCR اندازهٔ ذرات را افزایش داده و موانع را در برابر لغزش نابجایی‌ها کاهش می‌دهد. افزایش کرنش UTS و این حقیقت که تغییر شکل پلاستیک غیریکنواخت کاهش یافته‌است، نشان می‌دهد که مادهٔ WCR شده، کارپذیری بیشتری دارد.

## نتیجه‌گیری
در این تحقیق، تیتانیوم خالص تجاری توسط یک و چهار پاس ECAP در دمای ۳۵۰ درجهٔ سانتی گراد تهیه شد. بعضی نمونه‌ها مجدداً تحت فرایند WCR در دمای ۳۵۰ درجهٔ سانتی گراد و با کاهش ۵۰ درصدی سطح مقطع، قرار گرفتند. میکروساختارها و خواص مکانیکی نمونه‌های تهیه شده، مطالعه شد و با نمونه اولیه و ماده ای که تنها ECAP شده بود، مقایسه شدند. دیده شده‌است که فرایند WCR اندازه دانه و همگنی نمونه‌های ECAP شده را افزایش می‌دهد. اندازه دانه و همگنی نمونه‌های ECAP-WCR شده توسط افزایش تعداد پاس‌های ECAP افزایش می‌یابد. اگرچه، WCR استحکام و سختی نمونه‌های ECAP شده را کاهش می‌دهد، اما افزایش تعداد پاس‌های ECAP استحکام (تسلیم و UTS) و سختی نمونه‌های ECAP-WCR شده را افزایش می‌دهد. مقایسه نرخ‌های %El نشان داده‌است که WCR به‌طور قابل ملاحظه ای نرخ کار سختی را کاهش می‌دهد و تغییر شکل پلاستیک یکنواخت و کارپذیری نمونه‌های ECAP شده را افزایش می‌دهد.